# Gospodarstwo agroturystyczne

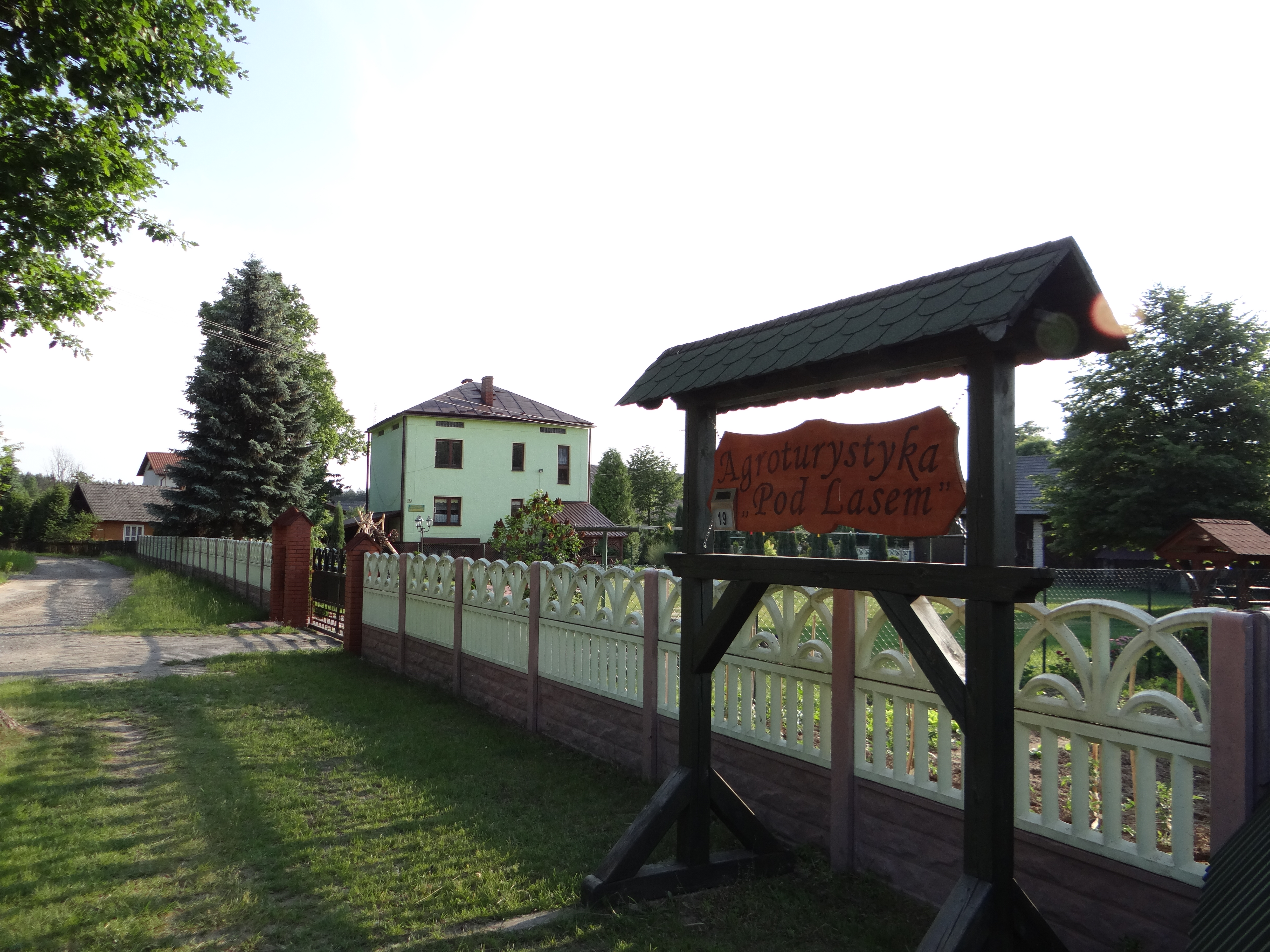
Gospodarstwo agroturystyczne w Szwedach na Podkarpaciu

Gospodarstwo agroturystyczne – gospodarstwo rolne, które oferuje formę wypoczynku zbliżoną do warunków wiejskich. Goście mają możliwość mieszkania wraz z rodziną wiejską, poznania jej obyczajów i codziennych zajęć, bezpośredniego kontaktu ze zwierzętami i produkcją rolną. Gospodarstwo dostarcza zdrowej i świeżej żywności. Mieszkając w nim można poznać życie wiejskie. Każda wieś ma swój odrębny charakter - społeczność, własne sklepy, kościół, rozrywki i obyczaje, a turyści mają możliwość bezpośredniego obcowania z przyrodą, kontaktu z mieszkańcami, doświadczenia przestrzeni, swobody i świeżego powietrza. Zapewnione są tu często rozrywki typu jazda konna lub prace polowe. W niektórych gospodarstwach agroturystycznych wypoczynek może być połączony z pracą na rzecz gospodarza, jako zapłatą za nocleg. W zależności od lokalizacji, występują możliwości uprawiania sportów letnich lub zimowych, zbierania runa leśnego, łowienia ryb, fotografowania przyrody, itp.
Ocena jakości usług oferowanych przez właścicieli gospodarstw agroturystycznych, obejmuje jakość produktu turystycznego oraz standard oferowanych dóbr i usług. Arkadiusz Niedziółka (2016) wskazuje, że jakość powinna dotyczyć wysokich standardów bazy noclegowej, gastronomicznej oraz rekreacyjnej. Peter MacNulty (2004) podaje, iż podstawowymi komponentami jakości produktu agroturystycznego są: środowisko (zapewniające bliskość natury i swobodę poruszania się), zakwaterowanie, atrakcje turystyczne, aktywności specjalistyczne, infrastruktura oraz profesjonalna obsługa.